# Megaerops niphanae
Megaerops niphanae је врста слепог миша из породице великих љиљака (Pteropodidae).

## Распрострањење
Врста је присутна у Вијетнаму, Индији, Камбоџи, Лаосу и Тајланду.

## Станиште
Врста Megaerops niphanae има станиште на копну.

## Угроженост
Ова врста није угрожена, и наведена је као последња брига јер има широко распрострањење.

### Популациони тренд
Популациони тренд је за ову врсту непознат.